# تانک متوسط تی۲۵
تانک متوسط تی25 (انگلیسی: Medium tank T25) یک نمونه اولیه تانک متوسط بود که در ایالات متحده در سال‌های ۱۹۴۴ تا ۱۹۴۵ طراحی و آزمایش شد. گونه ای از سری قبلی نمونه‌های اولیه تی۲۰، تی۲۲ و تی ۲۳ که به عنوان جایگزینی برای تانک تانک متوسط ام۴شرمن در نظر گرفته شد.
نوآوری اصلی تی۲۵ که از اواسط سال ۱۹۴۳ تا اوایل سال ۱۹۴۴ طراحی شد، توپ جدیدتر و قدرتمندتر ۹۰ میلی‌متری ام۳ بود. دو نمونه اولیه در سال ۱۹۴۴ تکمیل و آماده آزمایش شدند. با این حال، یک نمونه تانک سنگین از آن با عنوان تی۲۶ (که بعداً به عنوان ام۲۶ پرشینگ شناخته شد) به جای آن به تولید رسید، که آن نیز دارای توپ ۹۰ میلی‌متری ام۳ بود.

## تاریخچه تولید

### طراحی
توپ ۹۰ میلی‌متری جایگزین توپ ۷۶ میلی‌متری مورد استفاده در ام۴ و تی۲۳ شد. یک برجک ریخته‌گری شده بزرگ‌تر برای جا دادن به توپ جدید طراحی شده بود. تی۲۵ هر دو مسلسل کواکسیال و بدنه تی۲۰ را به اضافه یک ام۲ برونینگ نصب شده روی سقف برجک حفظ کرد.

### ساخت
تی۲۵ ناشی از ایده ارتقاء تی۲۳ با توپ ۹۰ میلی‌متری بود، ایده ای که احتمالاً از تانک‌های آلمانی مانند پانتر الهام گرفته شده است. سفارش اولیه برای ۴۰ عراده برای اهداف آزمایشی بود که قرار بود همه آنها از تی۲۳های موجود ارتقا داده شوند. یک مدل آزمایشی تی۲۵ توسط بخش مهندسی کرایسلر تکمیل شد و در ۲۱ ژانویه ۱۹۴۴ توسط دترویت تانک آرسنال به آبردین پروو گراوند انتقال داده شد.
در نهایت رسماً ام۲۶ در سال ۱۹۴۵ در تولید جایگزین تی۲۵ شد.